# Enrico Pezzetti
Enrico Pezzetti, né le 4 mars 1954 à Crema en Lombardie,, est un coureur cycliste italien. Bon sprinteur, il s'illustre dans les années 1980 et 1990 en remportant de nombreuses courses au niveau amateur. Il est également sélectionné en équipe nationale d'Italie, notamment pour disputer la Course de la Paix 1991, où se classe deuxième de deux étapes. 

## Palmarès
- 1979
  - Trofeo Franco Balestra
- 1982
  -  Champion d'Italie sur route juniors[3]
  - Grand Prix Rüebliland
- 1983
  - 3e de la Coppa Negrini
- 1984
  - Trofeo Gianfranco Bianchin
  - Gran Premio Somma
  - Montecarlo-Alassio
  - 2e du Mémorial Costante Girardengo
  - 2e de la Coppa Colli Briantei
- 1985
  - Circuito Mezzanese
  - Circuito Castelnovese
  - Circuito Molinese
  - 2e de Milan-Rapallo
  - 3e du Tour de Lombardie amateurs
- 1986
  - Coppa Caivano
  - Trophée Antonietto Rancilio
  - Trophée Raffaele Marcoli
  - Circuito Guazzorese
  - Circuito Isolano
  - Targa Libero Ferrario
- 1987
  - Gran Premio Delfo
  - Trophée Antonietto Rancilio
  - Circuito Pievese
  - 2e du Circuito Salese
  - 2e du Tour de Lombardie amateurs
- 1988
  - Gran Premio La Torre
  - 3e du Circuito del Porto-Trofeo Arvedi
- 1989
  - Trofeo Taschini
  - 3e du Circuito Salese
- 1990
  - Trofeo Taschini
  - Trofeo CEE
  - 2e de la Piccola Tre Valli Varesine
  - 2e de la Targa Libero Ferrario
- 1991
  - Gran Premio Artigiani Sediai e Mobilieri
  - Targa d’Oro Città di Legnano
  - 6eb étape du Tour de la Vallée d'Aoste
  - Coppa d'Inverno
  - 2e de Turin-Bielle
  - 2e de Florence-Viareggio
- 1992
  - Grand Prix de l'industrie, du commerce et de l'artisanat de Carnago
  - Gran Premio Somma
  - 2e du Trophée Antonietto Rancilio